# Cantón de Bessèges
El cantón de Bessèges era una división administrativa francesa, que estaba situada en el departamento de Gard y la región de Languedoc-Rosellón.

## Composición
El cantón estaba formado por cinco comunas:
- Bessèges
- Bordezac
- Gagnières
- Peyremale
- Robiac-Rochessadoule

## Supresión del cantón de Bessèges
En aplicación del Decreto n.º 2014-232 de 24 de febrero de 2014, el cantón de Bessèges fue suprimido el 22 de marzo de 2015 y sus 5 comunas pasaron a formar parte del nuevo cantón de Rousson.